# Diego Tur
Diego Tur (Copenaghen, 3 ottobre 1971) è un ex calciatore danese.